# Scaphyglottis caricalensis
Scaphyglottis caricalensis är en orkidéart som först beskrevs av Friedrich Fritz Wilhelm Ludwig Kraenzlin, och fick sitt nu gällande namn av Donovan Stewart Correll. Scaphyglottis caricalensis ingår i släktet Scaphyglottis och familjen orkidéer.
Artens utbredningsområde är Colombia. Inga underarter finns listade i Catalogue of Life.